# HI TENSION LOVE
「HI TENSION LOVE」（ハイテンションラブ）は石井竜也5枚目のシングル。1998年12月2日発売。発売元はSony Records（現ソニー・ミュージックレコーズ）。

## 解説
アルバム『DEEP』の先行シングルとして発売。1970年代のディスコ・サウンドをテーマにしたダンス・ナンバーとして仕上がっている。

## 収録曲
- 全作詞・作曲：石井竜也　編曲：伊藤隆博

1. HI TENSION LOVE
石井の原点である「ショー的要素」を含んだ楽曲。ミュージック・ビデオは石井扮する『ディスコキング』を中心としたノスタルジックディスコの雰囲気を出したもので、全編にわたって魚眼レンズで撮影されている。このビデオにファンクラブから公募で選ばれたファンがエキストラとして出演。1998年12月31日に閉店となったディスコ、日比谷ラジオシティにて撮影された。
2. DISCO KING
アルバム『DEEP』に本楽曲のリミックス・ヴァージョン「DEEP IN DISCO KING」が収録。上述「HI TENSION LOVE」ミュージック・ビデオ開始数秒とスタッフロール[1]のBGMとして使用。

## 収録作品
| 曲名            | 収録アルバム/PV集                             | 発売日         | 備考                                                                                                |
| --------------- | --------------------------------------------- | -------------- | --------------------------------------------------------------------------------------------------- |
| HI TENSION LOVE | 『DEEP』                                      | 1999年1月21日  | 2ndオリジナル・アルバム                                                                             |
| HI TENSION LOVE | 『TATUYA ISHII CLIPS Vol.1 TROUBLEMAKER』     | 1999年4月1日   | ミュージック・ビデオ集                                                                              |
| HI TENSION LOVE | 『ビーチサイドのラヴ・ストーリー〜’99summer』 | 1999年6月19日  | コンピレーション・アルバム                                                                          |
| HI TENSION LOVE | 『石 〜Best of Best〜』                       | 2005年10月12日 | 1stベスト・アルバム                                                                                 |
| HI TENSION LOVE | 『LOVE』                                      | 2012年9月5日   | 18thオリジナル・アルバム 初回限定盤付属DVDにMV収録                                                  |
| HI TENSION LOVE | 『石弐 〜Best of Best〜』                     | 2015年3月25日  | 2ndベスト・アルバム                                                                                 |
| HI TENSION LOVE | 『DEEPER』                                    | 2023年12月20日 | 25thオリジナル・アルバム 「HI TENSION LOVE feat. MICRO from HOME MADE 家族 (DEEPER ver)」として収録 |
| DISCO KING      | 『DEEP』                                      | 1999年1月21日  | 2ndオリジナル・アルバム 「DEEP IN DISCO KING」として収録                                            |
| DISCO KING      | 『DEEPER』                                    | 2023年12月20日 | 25thオリジナル・アルバム                                                                            |